# Bell XP-77
Le Bell XP-77 est un prototype d'avion de chasse américain conçu et développé pendant la Seconde Guerre mondiale par la Bell Aircraft Corporation pour répondre à une demande des militaires des United States Army Air Forces (USAAF) qui souhaitaient un chasseur « très léger ». Bien qu'innovant, l'avion s'avère difficile à piloter et n'atteint pas les performances exigées par le cahier des charges, ce qui conduit à l'annulation du projet.

## Conception et développement
Le projet Tri-4 (désignation interne changée plus tard en D-6) de Bell Aircraft Corporation fut lancé en octobre 1941. Cette étude de conception devait répondre aux spécifications de l'USAAF pour un intercepteur «très léger», le XP-77 était destiné à être un petit chasseur léger dans la lignée des avions racers du Trophée Thompson des années 1930.
Le 16 mai 1942, l'USAAF ordonna la construction et les essais de 25 exemplaires de XP-77. L'avion était un monoplan monomoteur à aile basse avec une construction principalement en bois, équipé d'un train d'atterrissage tricycle, une caractéristique typique de Bell qui lui conférait une bonne maniabilité au sol. Une verrière en bulle permettait une bonne visibilité, sauf dans la direction avant-bas en raison du nez allongé de l'appareil.

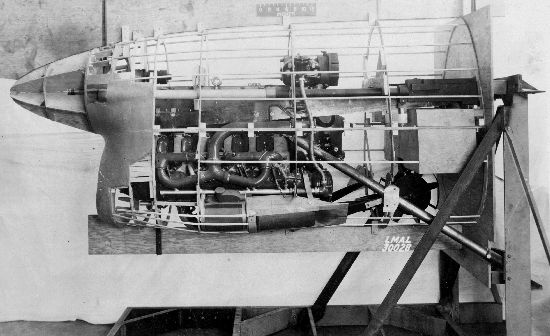
Moteur Ranger XV-770 installé dans le XP-77A

Conçu à l'origine avec un moteur 12 cylindres à compresseur refroidi par air de 500 ch Ranger XV-770-9, les prototypes furent livrés avec le moteur XV-770-7 non suralimenté en raison de retards dans son développement. Le délai de livraison prévu du moteur d'origine étant retardé d'un an et demi, Bell proposa que sept XP-77 soient construits avec les sept moteurs XV-770-7 alors disponibles. L'armement prévu était un canon Hispano 20 mm tirant à travers le moyeu de l'hélice (un peu comme le plus gros calibre 37 mm moteur-canon du SPAD S.XII) et deux mitrailleuses Browning de 0,5 pouce, avec l'option soit d'une bombe de 300 lb (136 kg) ou 325 lb (147 kg) de charge plus lourde entraînant la suppression de l'armement de canon.
La maquette d'inspection des 21 et 22 septembre 1942 suscita des inquiétudes de la part du fabricant et de l'équipe d'inspection de l'USAAF. Le poids avait grimpé au-delà des limites de conception à 3 700 lb (1 678 kg). Parallèlement le programme connaissait des retards alors que la société avait recours à la sous-traitance pour les structures en bois et que la production en cours aux installations de Bell ne permettait pas au XP-77 d'être prioritaire pour la recherche et le développement. Bell demanda et obtint la permission de ramener la production à deux prototypes.

## Histoire opérationnelle

### Essai

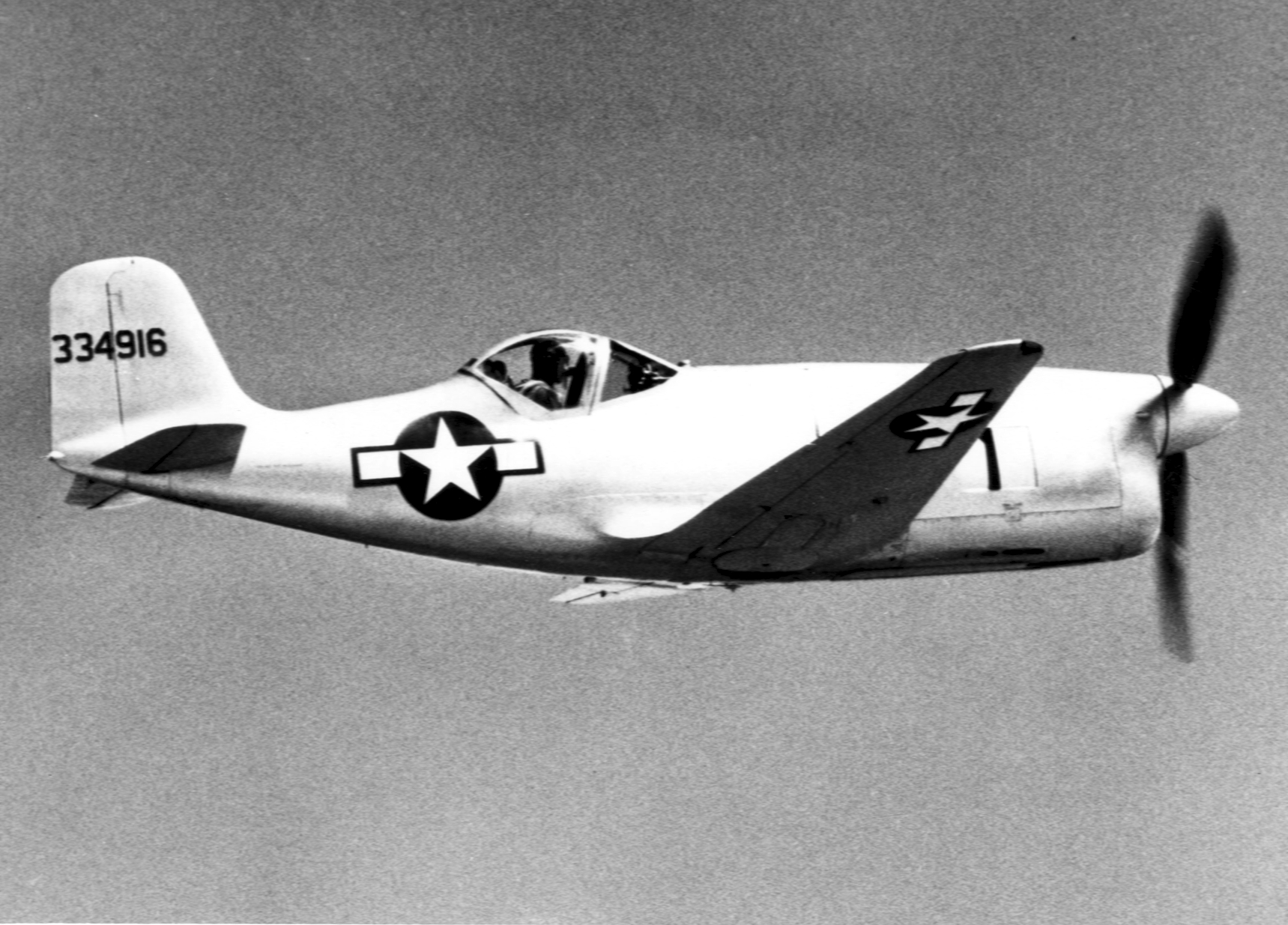
Bell XP-77 (43-34916) en vol d'essai avant son crash le 22 octobre 1944

Le projet XP-77 continua de subir de nombreux retards, dont beaucoup étaient liés à la correction des problèmes de surpoids. Un changement de sous-traitant pour l'assemblage de l'aile causa également des retards car le premier sous-traitant refusait de libérer les pièces nécessaires. Les problèmes d'intégrité structurelle liés à la colle et à ses propriétés de liaison étaient également difficiles à résoudre. Anticipant le dépassement des coûts du contrat, et sans aucun espoir que le moteur suralimenté devienne disponible, l'USAAF ne poursuivit le projet qu'à titre expérimental afin d'évaluer l'utilisation de la construction et des matériaux en bois dans les avions de combat. Le premier XP-77 vola le 1er avril 1944 à Wright Field mais les essais en vol révélèrent des problèmes de vibrations dus au montage du moteur directement sur la cellule, sans isolation anti-vibratoire. Le long nez et le cockpit monté en arrière diminuaient également la visibilité par rapport aux avions opérationnels de l'époque.
Le XP-77 s'avéra délicat à piloter. Malgré le fait de voler sans armes à feu ni blindage, il n'atteint pas les estimations de performances, principalement car l'avion était terriblement sous-motorisé. D'autres essais furent menés au terrain d'essai de l'USAAF à Eglin Field avec le deuxième avion. Celui-ci fut détruit le 2 octobre 1944 lorsqu'il entra dans une vrille inversée en essayant un Immelmann, le pilote s'étant éjecté. L'ensemble du développement pris fin en décembre 1944.